# Encalypta brevicollis
Encalypta brevicollis är en bladmossart som beskrevs av Johan Ångström 1844. Encalypta brevicollis ingår i släktet klockmossor, och familjen Encalyptaceae. Inga underarter finns listade i Catalogue of Life.